# Raimundo Infante
Raimundo Infante Rencoret (né le 2 février 1928 à Santiago du Chili et mort le 7 septembre 1986) était un joueur de football, peintre, professeur, et architecte chilien.

## Biographie
Raimundo Infante est reconnu comme étant l'un des acteurs principaux de l'obtention du premier titre de champion du Chili de l'histoire du Universidad Católica en 1949, avec d'autres joueurs comme José Manuel Moreno, Sergio Livingstone et Fernando Riera, entre autres. Avec les talents de cette équipe jeune, le trio Livingstone, Moreno et Infante inscrit de nombreux buts, et impose son équipe comme l'un des meilleurs clubs chiliens de l'époque.
En 1950, le Universidad Católica part en Espagne pour disputer le tournoi amical du Torneo Internacional de Pascua en Catalogne, qu'il remporte.
Au niveau local, Raimundo Infante gagne avec l'Universidad Católica le titre de champion 1954 et la Segunda División en 1956.

## Équipe du Chili
Il a joué avec l'équipe du Chili, et a inscrit deux buts lors de la Copa América 1949, ce qui porte à trois le nombre de buts inscrits en compétition sud-américaine dans sa carrière.
Comme compétition internationale, il a disputé la coupe du monde 1950 au Brésil.

## Hommages
En tant que personne marquante de la Pontificia Universidad Católica, l'université lui a de nombreuses fois rendu hommage, en tant qu'artiste et footballeur.

## Palmarès

### Championnats nationaux
| Titre                        | Club                 | Pays  | Année |
| ---------------------------- | -------------------- | ----- | ----- |
| Torneo consuelo del Apertura | Universidad Católica | Chili | 1949  |
| Primera División             | Universidad Católica | Chili | 1949  |
| Primera División             | Universidad Católica | Chili | 1954  |
| Segunda División             | Universidad Católica | Chili | 1956  |

### Tournois internationaux
| Titre                          | Club                 | Pays  | Année |
| ------------------------------ | -------------------- | ----- | ----- |
| Torneo Internacional de Pascua | Universidad Católica | Chili | 1950  |